# مايلز بورك
مايلز بورك (بالإنجليزية: Miles Burke)‏ (15 يناير 1885 – 25 ديسمبر 1928) هو ملاكم أمريكي راحل، مثّل بلاده في الألعاب الأولمبية الصيفية 1904.

## روابط خارجية
مايلز بورك على موقع اللجنة الأولمبية الدولية (الإنجليزية)
- مايلز بورك على موقع أوليمبيديا (الإنجليزية)